# Salvia semiatrata
Salvia semiatrata là một loài thực vật có hoa trong họ Hoa môi. Loài này được Zucc. miêu tả khoa học đầu tiên năm 1830.

## Hình ảnh

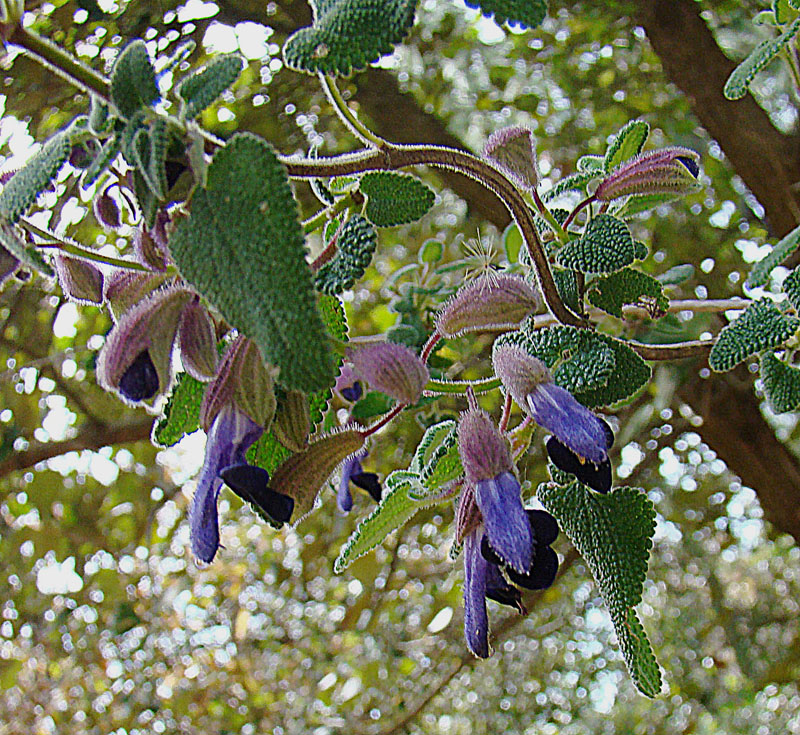